# Toussaint Guiraudet
Toussaint Guiraudet, né en 1754 ou 1757 à Alès et mort le 5 février 1804 à Dijon, est un économiste, littérateur et publiciste français. 

## Biographie
Il fut d’abord gouverneur du prince de Rohan Rochefort, avec qui il voyagea, puis devint lecteur de Madame. Nommé, au début de la Révolution, dont il embrassa les idées, député extraordinaire d’Alès à la Constituante, il entra en relation avec Condorcet, Joseph Chénier, et surtout avec Mirabeau, fut appelé au poste de secrétaire en chef de la mairie de Paris, devint, sous le Directoire, secrétaire général du ministère des affaires étrangères, et prit en main, comme préfet, l’administration de la Côte-d’Or, après le coup d’État de brumaire. 

## Œuvres
Guiraudet, qui s’était occupé d’abord de littérature et de poésie, se tourna ensuite vers les études économiques. C’est lui qui est le véritable auteur de l’Histoire de la Révolution d’Angleterre, dont le commencement a paru sous le nom de Mirabeau.
Citons aussi :
- Contes en vers, suivis d’une Épître sur les Bergeries (Amsterdam, 1780)
- Examen rapide d’un mode d’organisation pour la garde nationale (1790, in-8°)
- Explication de quelques mots importants de notre langue politique, pour servir à la théorie de nos lois, et d’abord de la loi, discours prononcé dans l’assemblée des Amis de la constitution (Paris, 1792, in-8°)
- Influence de la tyrannie sur la morale publique (1796, in-8°)
- De la famille considérée comme élément des sociétés (1797, in-18), lire en ligne sur Gallica
- Discours sur Machiavel
- Œuvres de Machiavel, traduction nouvelle (Paris, 1799, 9 vol. in-8° : on n’y trouve ni les contes ni le théâtre)
- Doctrine sur l’impôt (1800), lue à l’Institut national, lire en ligne sur Gallica
- Traduction de L'art de la guerre en français
- Mémoire sur les forges du département de la Côte-d’Or (1802, in-8°), etc.

## Sources
« Toussaint Guiraudet », dans Pierre Larousse, Grand dictionnaire universel du XIXe siècle, Paris, Administration du grand dictionnaire universel, 15 vol., 1863-1890 [détail des éditions].